# Ficciones
Ficções (título original em espanhol, Ficciones) é uma coleção de contos do escritor argentino Jorge Luis Borges, considerado pela crítica especializada uma das obras-primas da literatura latino-americana do século XX.
Esta obra obteve em 1961 o Prémio Internacional de Literatura, atribuído por editores de França, EUA, Inglaterra, Alemanha, Itália e Espanha.

## Conteúdo
- Primeira parte: O Jardim de Caminhos que se Bifurcam (1941)
  - Prólogo
  - Tlön, Uqbar, Orbis Tertius
  - A Aproximação a Almotásim
  - Pierre Menard, Autor do Quixote
  - As Ruínas Circulares
  - A Loteria em Babilônia
  - Exame da Obra de Herbert Quain
  - A Biblioteca de Babel
  - O Jardim de Caminhos que se Bifurcam

- Segunda parte: Artifícios (1944)
  - Prólogo
  - Funes, o Memorioso
  - A Forma da Espada
  - Tema do Traidor e do Herói
  - A Morte e a Bússola
  - O Milagre Secreto
  - Três Versões de Judas
  - O Fim
  - A Seita da Fênix
  - O Sul